# JongerenAdviesRaad SED
De JongerenAdviesRaad SED is een jongerenplatform voor de gemeenten Stede Broec, Enkhuizen en Drechterland in de regio West-Friesland. De raad is opgericht om jongeren actief te betrekken bij beleidsvorming en besluitvorming op lokaal niveau. Jongeren kunnen op deze manier invloed uitoefenen op thema’s die hen direct raken.

## Doel en functie
De Jongerenadviesraad SED is een onafhankelijk adviesorgaan dat gevraagd en ongevraagd advies geeft aan de colleges van burgemeester en wethouders van de drie SED-gemeenten. De raad richt zich op thema’s als:
- Jongerenhuisvesting
- Mentale gezondheid en jeugdzorg
- Klimaat en duurzaamheid
- Onderwijs en werkgelegenheid
- Veiligheid en inclusie
- Jongerenparticipatie en politiek bewustzijn

## Organisatie
De jongerenraad bestaat uit jongeren tussen de 14 en 27 jaar, afkomstig uit een van de drie SED-gemeenten. De leden worden geselecteerd op basis van motivatie, diversiteit en betrokkenheid bij maatschappelijke vraagstukken. De raad vergadert periodiek en organiseert inspraakbijeenkomsten, themasessies en overleggen met beleidsmakers en wethouders.
De Jongerenadviesraad wordt ondersteund door jongerenwerkers en beleidsambtenaren, maar bepaalt zelfstandig zijn standpunten en adviezen.

## Activiteiten
Enkele voorbeelden van de activiteiten van de Jongerenadviesraad SED:
- Adviezen aan de gemeenteraad over jongerenhuisvesting
- Organisatie van een Jongerenklimaattafel
- Deelname aan projectgroepen voor jeugdzorg en welzijn
- Meedenken over evenementen en cultuur voor jongeren
- Uitvoeren van peilingen en interviews onder leeftijdsgenoten

## Betrokken gemeenten
De Jongerenadviesraad SED is actief in:
- Stede Broec
- Enkhuizen
- Drechterland

## Samenwerking
De Jongerenadviesraad SED werkt samen met:
- Jongerenadviesraad West-Friesland
- Jongerenwerkers van Stichting Netwerk
- De gemeenteraden van SED
- Lokale scholen en jongerenorganisaties